# Maika Monroe
Dillon Monroe Buckley (Santa Bárbara, California, 29 de mayo de 1993), conocida por su nombre artístico como Maika Monroe, es una actriz de cine y televisión, y surfista profesional estadounidense.

## Biografía
Maika Monroe nació en Santa Bárbara, California. Su madre era intérprete y su padre trabajaba en la construcción.
El deseo inicial de Maika era seguir una carrera en el kitesurf freestyle profesional (kite surfista). Siguiendo los pasos de su padre, empezó el deporte a la edad de 13. Se trasladó a la costa norte de República Dominicana en su último año de escuela para entrenar a tiempo completo, mientras que completó sus estudios en línea. A partir de entonces, su trayectoria atlética prosperó y recibió el segundo lugar en el Concurso Internacional de Aire Red Bull, y después de eso empezó a interesarse por la actuación.

## Filmografía
| Año  | Título                       | Personaje          | Notas |
| ---- | ---------------------------- | ------------------ | ----- |
| 2009 | Eleventh Hour                | Maya Winn          |       |
| 2011 | The Darkness Is Close Behind | Amy Southern       |       |
| 2012 | At Any Price                 | Candaca Farrow     |       |
| 2012 | Bad Blood                    | Maika              |       |
| 2013 | Flying Monkeys               | Joan               |       |
| 2013 | The Bling Ring               | Chica de la playa  |       |
| 2013 | Labor Day                    | Mandy              |       |
| 2014 | It Follows                   | Jamie "Jay" Height |       |
| 2014 | The Guest                    | Anna Peterson      |       |
| 2015 | Echoes of War                | Abigail Riley      |       |
| 2015 | Bokeh                        | Jenai              |       |
| 2016 | Independence Day: Resurgence | Patricia Whitmore  |       |
| 2016 | Batman: Bad Blood            | Maia Lathrop       |       |
| 2016 | The Tribes of Palos Verdes   | Medina             |       |
| 2016 | The Fifth Wave               | Ringer             |       |
| 2017 | Hot Summer Nights            | McKayla Strawberry |       |
| 2017 | I'm Not Here                 | Karen              |       |
| 2018 | Greta                        | Erica Penn         |       |
| 2018 | Tau                          | Julia              |       |
| 2018 | After Everything             | Mia                |       |
| 2019 | Honey Boy                    | Sandra             |       |
| 2019 | Villains                     | Jules              |       |
| 2020 | Flashback                    | Cindy Williams     |       |
| 2022 | Watcher                      | Julia              |       |
| 2024 | Longlegs                     | Lee Harker         |       |
| TBA  | They Follow                  | Jay Height         |       |